# 113-та окрема стрілецька бригада (СРСР)
113-та окре́ма стріле́цька брига́да — військове з'єднання СРСР в роки Другої Світової війни.
Бригада була сформована в листопаді-грудні 1941 року в місті Сарапул та залізничній станції Шолья, що в Удмуртії, Росія. Бригада мала чисельність 6 000 воїнів, які повністю загинули на Північному Кавказі в липні 1942 року. Всі штабні документи не збереглись, в ЦА Міністерства оборони РФ зберігаються лише плани роботи політвідділу в 1942 році.
Друге формування бригади припадає на період Радянсько-Японської війни влітку 1945 року. Вона брала участь в Південно-Сахалінській операції Північно-Тихоокеанської флотилії.